# Богородица (община Гевгели)
Вижте пояснителната страница за други значения на Богородица.
Богородица (на македонска литературна норма: Богородица) е село в община Гевгели, Северна Македония.

## География
Селото е разположено на 6 км източно от град Гевгели, на границата между Северна Македония и Гърция и Граничния контролно-пропускателен пункт Богородица-Евзони (Мачуково). В близост на селото в западна посока минава река Вардар.

## История
В османски данъчни регистри на немюсюлманското население от вилаета Аврет хисар от 1619 – 1620 година селото е отбелязано под името Богородиче със 72 джизие ханета (домакинства).
В съдебен процес от 1724 година, в който се разглежда оплакване на жителите на Авретхисарска каза срещу злоупотреби от страна на аяни при събирането на данъци, село Богорча е представлявано от Стойко син на Петко и Димо, син на Петко.
В XIX век Богородица е смесено българо-турско село в Гевгелийска каза на Османската империя. В „Етнография на вилаетите Адрианопол, Монастир и Салоника“, издадена в Константинопол в 1878 година и отразяваща статистиката на населението от 1873 г., Богородица е посочено като село с 65 домакинства и 289 жители българи и 25 мюсюлмани.
В селото в 1895 – 1896 година е основан комитет на ВМОРО. Между 1896 и 1900 година селото преминава под върховенството на Българската екзархия.
Според статистиката на Васил Кънчов („Македония. Етнография и статистика“) от 1900 година Богородица има 890 жители, от които 430 българи християни и 460 турци.
В началото на XX век българите в селото са разделени в конфесионално отношение. По данни на секретаря на Българската екзархия Димитър Мишев (La Macédoine et sa Population Chrétienne) през 1905 година в Богородица има 488 българи екзархисти, 32 българи патриаршисти гъркомани, 104 българи сърбомани и 8 българи унияти. В селото работят българско, гръцко и сръбско начално училище. Първоначалната църква в селото е построена в XIX век на друго място. Съвременната църква „Рождество Богородично“ е построена от българския строител Андон Китанов в 1911 година.
При избухването на Балканската война 5 души от Богородица са доброволци в Македоно-одринското опълчение.
След Междусъюзническата война в 1913 година селото попада в Сърбия.
По време на Първата световна война, през 1917 година двама български войници от селото са наградени с бронзов медал „За заслуга“, без корона – пунктовия началник от Партизанския отряд редник Григор Илиев Каракамишев („за показано усърдие към службата“) и Христо Петров от 12-и пехотен дивизионен базов магазин („за проявена храброст в боевете през 1916–1917 г.“).
Според преброяването от 2002 година селото има 1001 жители, от които:
| Националност | Всичко |
| македонци    | 975    |
| албанци      | 0      |
| турци        | 0      |
| роми         | 0      |
| власи        | 7      |
| сърби        | 18     |
| бошняци      | 0      |
| други        | 1      |

## Личности
Родени в Богородица
- Иван Ангелов Чавдаров, български революционер, деец ВМОРО[14]
- Коста Ангелов, македоно-одрински опълченец, 34-годишен, земеделец, 3 рота на 11 сярска дружина, носител на орден „За храброст“ IV степен[15]

Починали в Богородица
- Борис Тонев Нейков, български военен деец, младши подофицер, загинал през Първата световна война[16]
- Цанко Цанков, български военен деец, подпоручик, загинал през Междусъюзническа война[17]